# Themacrys cavernicola
Themacrys cavernicola är en spindelart som först beskrevs av Lawrence 1939.  Themacrys cavernicola ingår i släktet Themacrys och familjen Phyxelididae. Inga underarter finns listade i Catalogue of Life.